# غلوزي (مقاطعة غيلانغرب)
غلوزي (بالفارسية: گلوزی) هي قرية تقع في قسم ديره الريفي في إيران. يقدر عدد سكانها بـ 308 نسمة بحسب إحصاء 2016.